# Honoré-Charles de Reille

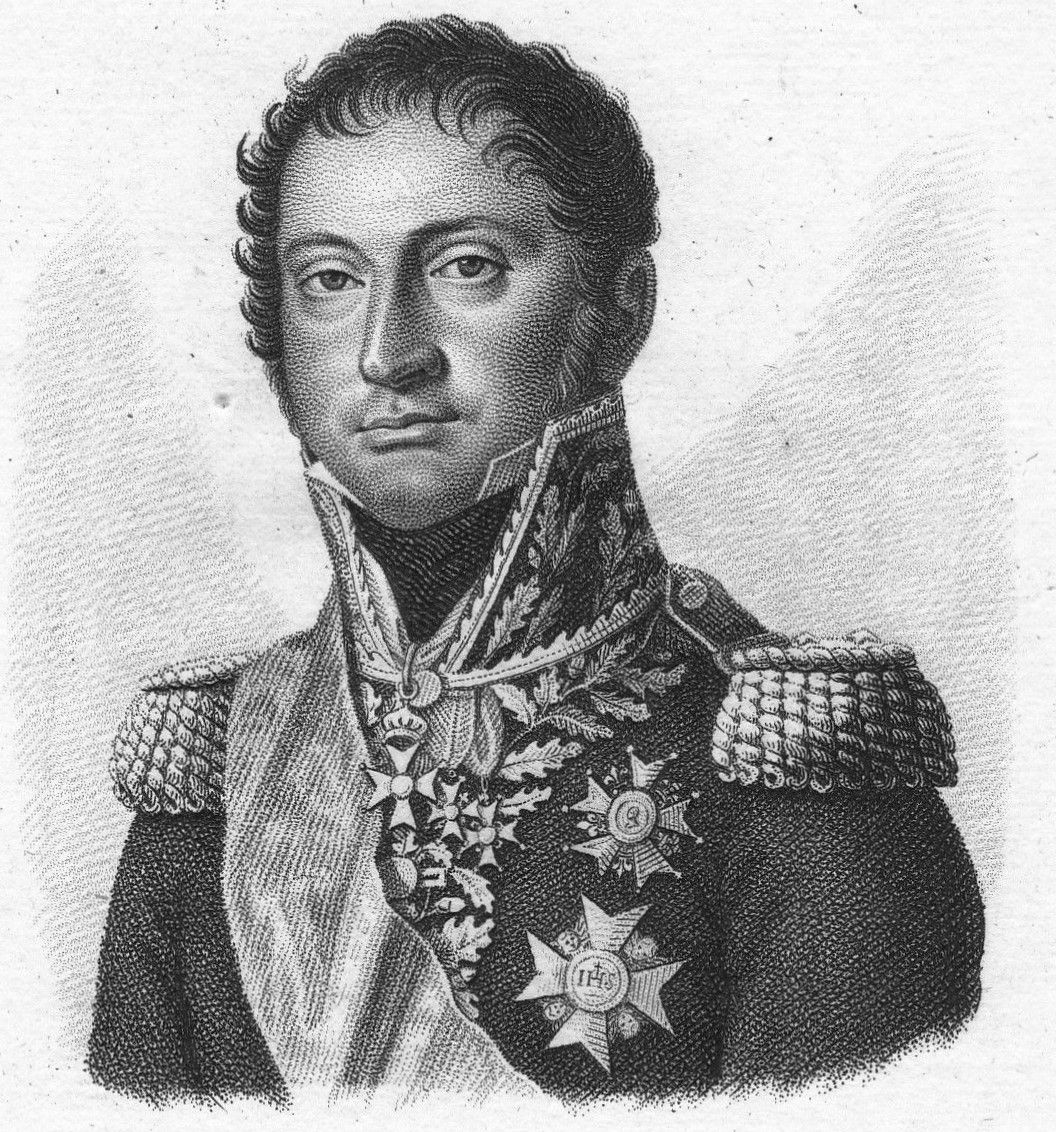
Honoré-Charles de Reille

Honoré-Charles de Reille (Antibes, Provença-Alps-Costa Blava 1775- París 1860) fou un militar francès. Durant la Revolució Francesa lluità sota el comandament d'André Masséna i Charles François Dumouriez. Napoleó I el nomenà comandant de la vila de Florència el 1800 i general de brigada el 1803; aleshores lluità a thumb i fou ajudant de cambra de Napoleó a Friedland el 1805. El 1808 dirigí part de les tropes que envaïren Espanya, establint la seva divisió a l'Empordà, on un dels seus batallons fou derrotat per Luis Rebolledo de Palafox y Melci, el marquès de Lazán a la batalla de Castelló d'Empúries, i lluità a les batalles d'Essling i Wagram, i el 1813 fou derrotat pels espanyols a Vitòria. A la caiguda de Napoleó el 1814 fou nomenat inspector dels regiments d'infanteria 13è i 14è. Durant els Cent Dies tornà a donar suport Napoleó fins a la derrota de Waterloo. Tot i així el 1819 fou nomenat Par de França i el 1847 Mariscal de França. També el 1852 fou escollit senador pel departament dels Alps Marítims. És conegut a la història d'Occitània perquè el 1825 fundà la Compagnie de les Mines, Fonderies et Forges d'Alès i començà a extraure carbó a La Sala (Gard).